# Бурачок
Бурачо́к (лат. Alýssum) — род растений семейства Капустные (Brassicaceae). Включает в себя около 130 видов, распространённых в Европе, Азии и Северной Африке, из них в бывшем СССР произрастает около 40. 
В издании «Флора СССР» 1939 года название приведено как «бурачек» (без указания ударения), в современных словарях такой вариант написания не встречается. Часто встречающиеся в литературе и интернет-источниках декоративные растения под названием алиссум на самом деле являются представителями близкородственных родов — лобулярия приморская (Lobularia maritima) — однолетник с белыми или фиолетовыми цветками — и ауриния скальная (Aurinia saxatilis) — многолетник с золотисто-жёлтыми цветками.

## Название
Научное родовое название alyssum образовано от префикса лат. a- — «без», со значением отсутствия чего-либо, и корня др.-греч. λύσσα (lyssa) со значением «бешенство» (см. также Лисса). Некоторые виды бурачка использовались для лечения бешенства со времён Древнего Рима.
Происхождение русскоязычного названия бурачок неясно. В словаре Даля упоминается как самоназвание растения, но без раскрытия этимологии.

## Морфология
Однолетние и многолетние низкорослые растения с полуодревесневающими побегами.
Листья некрупные, продолговато-ланцетные или обратнояйцевидные, опушённые, отчего имеют сероватый оттенок.
Цветки мелкие (четырёхлепестковые) с медовым запахом, белые, жёлтые или лиловые, собраны в кисти.

## Химический состав
Химический состав мало изучен. Известно, что семена имеют до 25 % жирного масла, содержащего следующие органические кислоты: линолиновая, стеариновая, олеиновая, пальметиновая, бегеновая, эйкозеновая, арахиновая. В траве выявлены алкалоиды, флавоноиды.

## Использование человеком
Бурачок — раннецветущее растение, которое может быть использовано в декоративном садоводстве как бордюрное на газонах.
Растение — хороший ранний медонос.

### В медицине
О лечебных свойствах бурачка известно с глубокой древности. Авиценна (Канон врачебной науки) называет растение «алусун»:

Алусун умеренно сушит и очищает, он помогает от веснушек и растворяет и всё это делает умеренно. Гален говорит: он полезен от укуса бешеной собаки по своему свойству и многих вылечил, а потому называется — алусун.

На Алтае произрастают четыре вида рода Бурачок: Бурачок обратнояйцевидный (Alyssum obovatum), изогнутый (Alyssum tortuosum), пустынный (Alyssum desertorum) и седой. В народной медицине все эти виды не различаются и применяются одинаково.
В южной и средней полосе России произрастает бурачок горный (Alyssum montanum), сходный по строению с сибирскими видами. В народной медицине считается, что препараты из этого растения обладают слабительным и мочегонным действием.
Водный настой бурачка применяли в старину внутрь при укусах бешеных животных и наружно как косметическое средство от веснушек и пятен на лице.
В Западной Сибири и на Алтае бурачок вне зависимости от вида применяется внутрь при грыжах (особенно паховой), при простуде и камнях в почках.

## Консортивные связи
На цветках бурачка питается вид жуков-нарывников Apalus bimaculatus.

## Классификация

### Таксономия[1]
Alyssum L., 1753, Sp. Pl. : 661
Род Бурачок относится к семейству Капустные (Brassicaceae) порядка Капустоцветные (Brassicales). Кладограмма в соответствии с Системой APG IV по состоянию на июнь 2023 года:
|  |                                      |  |                                   |                                   |                     |  | ещё 16 семейств |              |              |                                                               |
|  |                                      |  |                                   |                                   |                     |  |                 |              |              | 126 подтвержденных видов и 71 таксон, ожидающий подтверждения |
|  |                                      |  |                                   | порядок Капустоцветные            |                     |  |                 |              | род Бурачок  |                                                               |
|  |                                      |  |                                   | порядок Капустоцветные            |                     |  |                 |              | род Бурачок  |                                                               |
|  | отдел Цветковые, или Покрытосеменные |  |                                   |                                   | семейство Капустные |  |                 |              |              |                                                               |
|  | отдел Цветковые, или Покрытосеменные |  |                                   |                                   |                     |  |                 |              |              |                                                               |
|  |                                      |  | ещё 63 порядка цветковых растений | ещё 63 порядка цветковых растений |                     |  |                 | ещё 354 рода | ещё 354 рода |                                                               |
|  |                                      |  |                                   | ещё 63 порядка цветковых растений |                     |  |                 |              | ещё 354 рода |                                                               |

### Виды
По информации базы данных WFOPL, род включает 126 подтвержденных видов, некоторые из них:
- Alyssum alpestre L. — Бурачок альпийский
- Alyssum alyssoides (L.) L. — Бурачок бурачковидный, или Бурачок чашечковый, или Бурачок чашечный
- Alyssum desertorum Stapf — Бурачок пустынный, или Бурачок степной
- Alyssum hirsutum M.Bieb. — Бурачок шершавый
- Alyssum idaeum Boiss. & Heldr. — Бурачок обыкновенный
- Alyssum lenense Adams — Бурачок ленский
- Alyssum montanum L. — Бурачок горный
- Alyssum repens Baumg. — Бурачок ползучий
- Alyssum serpyllifolium Desf. — Бурачок серполистный
- Alyssum simplex Rudolph — Бурачок простой
- Alyssum tortuosum Willd. — Бурачок извилистый, или Бурачок изогнутый
- Alyssum turkestanicum Regel & Schmalh. — Бурачок туркестанский

Большое количество видов перенесено в род Odontarrhena:
- Alyssum argenteum — Бурачок серебристый → Odontarrhena argentea (All.) Ledeb.
- Alyssum corsicum — Бурачок корсиканский → Odontarrhena corsica  (Duby) Španiel, Al-Shehbaz, D.A.German & Marhold
- Alyssum gymnopodum — Бурачок голоножковый → Odontarrhena tortuosa subsp. cretacea  (Kotov) Španiel, Al-Shehbaz & Marhold
- Alyssum obovatum — Бурачок обратнояйцевидный → Odontarrhena obovata C.A. Mey. — Бурачок обратнояйцевидный
- Alyssum obtusifolium — Бурачок туполистный → Odontarrhena obtusifolia C.A. Mey. — Бурачок туполистный
- Alyssum sibirica — Бурачок сибирский → Odontarrhena sibirica (Willd.) Španiel, Al-Shehbaz, D.A.German & Marhold — Бурачок сибирский

Род отличается от рода Odontarrhena обычно двусемянными гнёздами плодов.